# Polly Brown
Polly Browne (también conocida como Polly Brown, 18 de abril de 1947 en Birmingham) es una cantante inglesa de música pop y disco. Hizo parte de las agrupaciones Pickettywitch y Sweet Dreams, logrando exitosos sencillos como "That Same Old Feeling" y "Honey Honey". Tuvo un éxito internacional en solitario en 1975 con "Up in a Puff of Smoke".

## Discografía destacada

### Estudio
- 1973 - Polly Brown
- 1975 - Special Delivery

### Sencillos
- 1974 - "Up In A Puff Of Smoke"
- 1975 - "One Girl Too Late"
- 1976 - "Love Bug"
- 1977 - "Do You Believe in Love at First Sight"
- 1980 - "Bewitched"
- 1981 - "I'll Never Be the Same"